# Кирьянов, Саврил Дмитриевич
Саврил Дмитриевич Кирьянов, другой вариант имени — Савраил (12 октября 1918 года, село Покровское, Вологодский уезд, Союз коммун Северной области — дата смерти неизвестна, Рига, Латвийская ССР) — слесарь Рижского электромашиностроительного завода Министерства электротехнической промышленности СССР, Латвийская ССР. Герой Социалистического Труда (1966).

## Биография
Родился в 1918 году в крестьянской семье в селе Покровское Вологодское уезда. В мае 1939 года призван на срочную службу в Красную Армию. Участвовал в Великой Отечественной войне. Воевал в составе 9-го отряда речного аварийно-спасательной службы Главного военно-речного управления 3-го Белорусского фронта, с 1945 года — в составе 69-го отряда речного аварийно-спасательной службы Дальневосточного фронта. После войны служил в Военно-морском училище береговой обороны которое с 1946 года находилось в Риге. В сентябре 1956 года демобилизовался в звании главного старшины.
После армии приехал в Ригу, где трудился слесарем Рижского машиностроительного завода. Внёс несколько рационализаторских предложений, в результате чего в годы Семилетки (1959—1965) ежедневно перевыполнял дневной производственный план на 200—250 %. Выполнил 14 годовых плановых заданий за Семилетку. Указом Президиума Верховного Совета СССР от 8 августа 1966 года удостоен звания Героя Социалистического Труда «за выдающиеся заслуги в выполнении заданий семилетнего плана и достижение высоких показателей в работе» с вручением ордена Ленина и золотой медали Серп и Молот.
Избирался депутатом Рижского городского Совета народных депутатов.
Проработал на заводе до выхода на пенсию. Проживал в Риге. Похоронен на Яунциемском кладбище.

## Награды и звания
- Герой Социалистического Труда
- Орден Ленина
- Орден Красной Звезды (05.11.1954)
- Орден Отечественной войны 2 степени (06.04.1985)
- Медаль «За отвагу» (31.04.1945)
- Медаль «За боевые заслуги» (14.11.1950)
- Медаль «За оборону Кавказа»
- Медаль «За взятие Кенигсберга»
- Медаль «За победу над Германией в Великой Отечественной войне 1941—1945 гг.» (09.05.1945)